# Xenylla helena
Xenylla helena är en urinsektsart som beskrevs av Scott 1937. Xenylla helena ingår i släktet Xenylla och familjen Hypogastruridae. Inga underarter finns listade i Catalogue of Life.